# KDStV Ripuaria Freiburg im Breisgau

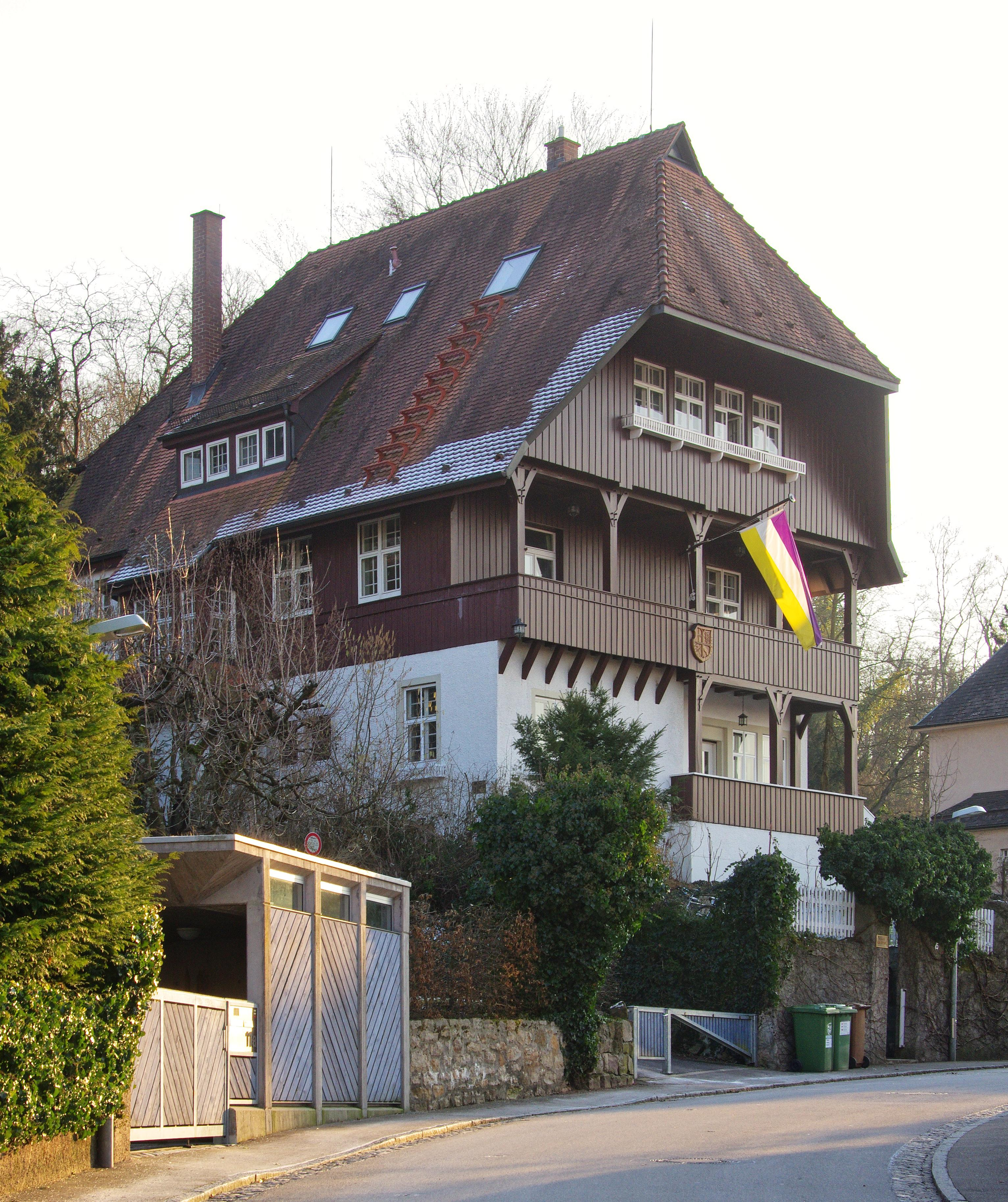
Das Verbindungshaus

Die Katholische Deutsche Studentenverbindung Ripuaria Freiburg im Breisgau (KDStV Ripuaria Freiburg) ist eine 1899 in Freiburg gegründete katholische deutsche Studentenverbindung. Sie gehört dem größten, dem Cartellverband (CV) an. Sie war Mitglied im Weißen Ring.
Die Verbindungsmitglieder werden Freiburger Ripuaren genannt. Die Mitglieder von Ripuaria bekennen sich zur katholischen Religion (religio), zum wissenschaftlichen Arbeiten (scientia), zur Lebensfreundschaft (amicitia) und zur freiheitlich-demokratischen Grundordnung (patria).

## Geschichte
Ripuaria Freiburg wurde am 6. Juni 1899 an der Albert-Ludwigs-Universität Freiburg gegründet und trat im selben Jahr dem Cartellverband bei. Mutterverbindung ist die KDStV Hercynia Freiburg im Breisgau.
Der Ripuarenhausverein wurde 1904 gegründet, der bereits 1910 das eigens als Verbindungshaus gebaute Ripuarenhaus in der Schlierbergstraße einweihen konnte. Im Ersten Weltkrieg meldete sich die gesamte Aktivitas freiwillig und es fielen 29 Ripuaren.
Eine Episode aus dem Jahr 1934 steht beispielhaft für die Auseinandersetzungen alter Korporationen und NS-Studentenschaft. 1934 wurde die Ripuaria von der Universitätsleitung auf Veranlassung des Reichsführers NSDStB Oskar Stäbel suspendiert. Voraus ging eine Auseinandersetzung zwischen der Verbindung und örtlichen SA-Männern: Ein Fux, gleichzeitig Freiburger SA-Funktionär und SA-Scharführer in Düren, wurde nach einem Ehrengerichtsverfahren ausgeschlossen. Damit machte sich die Ripuaria in NS-Studentenkreisen der „Reaktion“ verdächtig und ihr wurde eine geplante Wanderung am 12. November 1933, dem Tag der Reichstagswahl, als demonstrative Wahlenthaltung vorgeworfen. Studentenführer Heinrich von zur Mühlen forderte von der Ripuaria Akteneinsicht. Nachdem diese Anfrage verschleppt wurde, stürmte der Ausgeschlossene mit Kumpanen das Verbindungshaus. Der Sprecher der Verbindung wurde im Nachgang verhaftet und die Verbindung schließlich suspendiert. Auf Intervention des Ripuaren Edmund Forschbach, Reichstagsabgeordneter und Führer des CV, hob Stäbel die Suspendierung auf. Heinrich von zur Mühlen trat aufgrund dieser öffentlichen Niederlage als Freiburger Studentenführer zurück. Der Uni-Rektor Martin Heidegger forderte in einem Brief an Stäbel dessen Wiedereinsetzung und wies auf die Gefahren des Katholizismus hin: „Dieser öffentliche Sieg des Katholizismus gerade hier darf in keinem Falle bleiben. […] Man kennt katholische Taktik immer noch nicht. Und eines Tages wird sich das schwer rächen.“
Die Ripuaria Freiburg hat – seit dem Übertritt der Austria Innsbruck, Norica Wien und Carolina Graz in den ÖCV –  die Nummer 27 in der verbandsinternen Reihenfolge der Cartellverbindungen.

## Couleur
Ripuaria Freiburg hat die Farben „violett-weiß-gold“ mit silberner Perkussion. Dazu wird eine weiße Mütze getragen. Füchse erhalten zunächst ein violett-weißes Band. Der Wahlspruch der Ripuaria lautet unitati victoria! („Der Einigkeit den Sieg!“).

## Verbindungshaus
Das Ripuarenhaus befindet sich in der Schlierbergstraße 15 am Südwesthang des Lorettobergs. Es entstand nach einem Entwurf des Architekten und Ripuaren Hermann Geis im Baustil eines Schwarzwaldhauses. Die Grundsteinlegung erfolgte am 9. Juni 1909, zum zehnten Stiftungsfest. Ein Jahr später war der Bau fertiggestellt.
Das von Verbindungsmitgliedern geplante Haus konnte bereits damals mit Besonderheiten wie fließendem Wasser und elektrischem Türöffner aufwarten. 1951 gelangte die Verbindung wieder in den Besitz ihres Hauses. Mittlerweile ist es das älteste, noch erhaltene und zu diesem Zweck errichtete Verbindungshaus Freiburgs.

## Der Weiße Ring
Der Weiße Ring war eine couleurstudentische Interessengemeinschaft innerhalb des Cartellverbandes, die offiziell von 1908 bis 1923 existierte. Mitgliedsverbindungen waren Bavaria Bonn, Burgundia München, Ripuaria Freiburg im Breisgau und Zollern Münster. Außerdem gab es sympathisierende Verbindungen, zum Beispiel Guestfalia Tübingen, Rheno-Palatia Breslau, Rheno-Franconia München und Marco-Danubia Wien.
1899 wurde das Singularitätsprinzip innerhalb des Cartellverbands aufgehoben, was insbesondere von Aenania München gefordert worden war. Nachdem der Cartellverband nach Aufgabe dieses Prinzips von nur 26 Verbindungen seit der Wende vom 19. zum 20. Jahrhundert sehr schnell auf über 80 Verbindungen angewachsen war, kam in einigen Verbindungen die Frage auf, ob es vorteilhaft sei, dieser Entwicklung weiter zu folgen oder nicht. Bavaria pflegte ein sehr enges Verhältnis zu den vor der Aufgabe des Singularitätsprinzips gegründeten Cartellverbindungen. Bavaria suchte vor allem Kontakt zu einigen wenigen Verbindungen in Hochschulorten, in denen Bavaren häufig studierten. Daraus entwickelte sich ein enger Zusammenschluss, der in der Folgezeit inoffiziell als Weißer Ring bezeichnet wurde.
Auf der Cartellversammlung im Jahr 1912 wurde das cartellbrüderliche Du verpflichtend für alle Verbindungen des Cartellverbandes eingeführt. Das fand nicht ungeteilte Zustimmung, weil es üblich ist, Mitglieder von Verbindungen anderer Dachverbände mit Sie anzusprechen. Bavaria lehnte es deswegen auch ab, gänzlich unbekannte Cartellbrüder zu duzen. Da eine Ablehnung des Duz-Comments einen Ausschluss der betreffenden Verbindungen aus dem Cartellverband zur Folge gehabt hätte, beschlossen die Mitglieder des Weißen Rings, außenstehende Cartellbrüder zwar zu duzen, sich untereinander aber mit Sie anzusprechen. Auf der Cartellversammlung im Jahr 1923 wurde den Mitgliedern des Weißen Rings offiziell der Siez-Comment verboten.
Äußeres Erkennungsmerkmal im Weißen Ring war das Tragen einer weißen Nelke.
Noch heute tragen die Ripuaren bei Kneipen und anderen hochoffiziellen Veranstaltungen die weiße Nelke im Revers zum Zeichen ihrer Zugehörigkeit zum Weißen Ring.

## Bekannte Mitglieder
Die Auflistung ist chronologisch nach Geburtsjahr geordnet.
- Heinrich Gassert (1857–1928), Arzt, Schriftsteller und Liedtexter; erster Altherrensenior der Verbindung
- Karl Roos (1878–1940), Germanist und Politiker
- Eugen Baumgartner (1879–1944), Politiker, Präsident des badischen Landtages, Badischer Kultusminister
- Hans Langels (1879–1947), Jurist, Polizeipräsident von Düsseldorf
- August Lindemann (1880–1970), Kieferchirurg, erster Ordinarius in Deutschland für Zahn-, Mund- und Kieferkrankheiten
- Franz Egon Schneider (1880–1943), röm.-kath. Theologe, Hochschullehrer
- Emmerich David (1882–1953), röm.-kath. Priester und Generalvikar im Erzbistum Köln
- Alexander Schnütgen (1883–1955), Bibliothekar und Kirchenhistoriker
- Felix Zimmermann (1886–1945), röm.-kath. Priester und Märtyrer
- Konrad Saaßen (1886–1937), Jurist, Landrat im Kreis Krefeld, Regierungspräsident in Trier
- Willi Max Scheid (1889–1932), Architekt, Gebrauchsgrafiker und Hochschullehrer an der Kunstgewerbeschule Pforzheim
- Theo Hoffmann SJ (1890–1953), Jesuit, erster Rektor am Canisius-Kolleg Berlin
- Ernst Fischer (1892–1976), Jurist, Landrat im Kreis Heilsberg, Oberkreisdirektor im Landkreis Aschendorf-Hümmling
- Franz Vonessen (1892–1970), Mediziner, Leiter des Kölner Gesundheitsamts, Vorsitzender des Gesundheitsausschusses des Deutschen Städtetages
- Carl Ewers (1902–1981), Jurist, Staatssekretär
- Edmund Forschbach (1903–1988), Politiker, Amtschef des Presse- und Informationsamtes der Bundesregierung und Sprecher der Bundesregierung
- Carl Krautwig (1904–1981), Jurist, Staatssekretär
- Herbert Fischer-Menshausen (1906–2000), Verwaltungsjurist, Ministerialbeamter, Finanzvorstand (Esso AG), Teilnehmer des Verfassungskonvents auf Herrenchiemsee
- Helmut Duvernell (1907–1995), Jurist, Hochschullehrer, Leiter der Sozialakademie Dortmund
- Josef Issels (1907–1998), Mediziner
- Josef Harnisch (1914–1982), Politiker, Oberbürgermeister der Stadt Trier
- Gert Dieckmann (1925–2007), Neurochirurg, Hochschullehrer
- Richard Berthold (1927–2007), Volkswirt, Finanzvorstand der Audi AG (1984–1988)
- Georg Wilhelm Kreutzberg (1932–2019), Neurophysiologe und Direktor des Max-Planck-Instituts für Neurobiologie
- Wilhelm Kewenig (1934–1993), Politiker, Jurist und Hochschullehrer
- Justus Krümpelmann (1935–2018), Strafrechtler und Hochschullehrer an der Universität Mainz
- Franz Zentis (* 1935), Unternehmer
- Edgar Forschbach (1938–2003), Mathematiker, Autor, Vorstand der Wissenschafts-Pressekonferenz
- Claus Stauder (1938–2024), Unternehmer und Sportfunktionär
- Stefan Löning (1939–2021), Mediziner und Direktor der Klinik für Urologie und Nierentransplantation der Charité Berlin
- Peter Mathes (* 1940), Kardiologe
- Burckhard Bergmann (* 1943), ehem. Vorstandsvorsitzender E.ON Ruhrgas (2001–2008), Aufsichtsratsmitglied Gazprom (seit 2000)
- Georg Zaum (* 1946), Vorstandsvorsitzender Mecklenburgische Versicherungsgruppe, Hannover; Vorsitzender des Vorstands der im CoE (Club ohne Erwerbssinn) verbundenen hannoverschen Versicherungen
- Paul-Otto Faßbender (* 1946), Eigentümer und Vorsitzender des Vorstands des ARAG-Konzerns
- Siegfried Elsing (* 1950), Schiedsrichter und Honorarprofessor an der Heinrich-Heine-Universität Düsseldorf; Mitglied des Verwaltungsrats des Internationalen Zentrums zur Beilegung von Investitionsstreitigkeiten; Gründungspartner von Orrick, Hölters & Elsing
- Heribert Heckschen (* 1959), Notar, Honorarprofessor an der Technischen Universität Dresden und Honorarkonsul des Großherzogtums Luxemburg
- Markus Grünewald (* 1963), Verwaltungsjurist, Staatssekretär
- Hermann Pünder (* 1966), Professor an der Bucerius Law School, Hamburg
- Andreas Schwab (* 1973), Mitglied des Europäischen Parlaments (seit 2004)
- Sebastian Häfele (* 1983), Basketballspieler und Rechtsanwalt
- Steffen Tanneberger (* 1983), Verwaltungsjurist
- Matthias Miller (* 1991), Mitglied im Landtag von Baden-Württemberg